# مدرسة درسدن الدولية
مدرسة درسدن الدولية هي مدرسة دولية خاصة تقع في درسدن, ألمانيا.

## الروابط الخارجية
1. ↑  "Dresden International School - Start". مؤرشف من الأصل في 2012-06-17.
2. ↑  "Dresden International School". International Baccalaureat. مؤرشف من الأصل في 2018-03-29. اطلع عليه بتاريخ 2014-11-26.